# Porangaba
Porangaba is een gemeente in de Braziliaanse deelstaat São Paulo. De gemeente telt 8.946 inwoners (schatting 2009).

## Aangrenzende gemeenten
De gemeente grenst aan Bofete, Conchas, Guareí, Pereiras, Quadra en Torre de Pedra.